# Ján Brežný
Ján Brežný (27. března 1871 Kysucké Nové Mesto – 25. prosince 1939 Bratislava) byl slovenský a československý politik a poslanec Revolučního národního shromáždění.

## Biografie
Studoval na gymnáziích v Žilině, Banské Bystrici a Soproni. Pak prošel studiem orientálních jazyků a teologie na Vídeňské univerzitě a práv na univerzitě v Budapešti. Od roku 1899 působil jako advokát.
V letech 1919–1920 zasedal v Revolučním národním shromáždění za slovenskou reprezentaci (slovenští poslanci Revolučního národního shromáždění ještě nebyli organizováni podle stranických klubů). Do parlamentu nastoupil roku 1919. Byl profesí advokátem.
V letech 1921–1922 byl županem Šarišské župy. Později se angažoval v Republikánské straně zemědělského a malorolnického lidu. Zasedal v četných správních radách a publikoval články v denním tisku.